# Echites
Echites es un género de fanerógamas de la familia Apocynaceae. Contiene doce especies. Es originario del sur de Florida y de América tropical.

## Descripción
Son bejucos herbáceos o sufruticosos; tallos generalmente teretes, glabros o raramente pubescentes. Hojas opuestas, glabras a glabrescentes, enteras, eglandulares; pecíolos ensanchados en los nudos, menudamente apendiculados, mayormente eglandulares en las axilas. Inflorescencias de cimas dicásicas, a veces racemosas, umbeliformes, axilares o raramente subterminales, con 1 a numerosas flores, pedunculadas, brácteas inconspicuas; sépalos 5, escariosos, ligeramente imbricados en la base o libres; corola hipocrateriforme, limbo 5-partido; estambres 5, incluidos, indumento infrastaminal, anteras conniventes y aglutinadas hacia la punta del pistilo, ditecas, conectivo grande, cortamente biauriculado, filamentos cortos, puberulentos; carpelos 2, unidos en el ápice, punta del pistilo fusiforme-subcapitada, óvulos numerosos, en varias series, placenta axilar, disco con 5 glándulas, libres o rara vez connadas en la base. Folículos 2, apocárpicos, lisos, teretes; semillas numerosas, secas, rostradas, generalmente rugosas, comosas.

## Taxonomía
El género fue descrito por Patrick Browne y publicado en The Civil and Natural History of Jamaica in Three Parts 182. 1756. La especie tipo es: Echites umbellatus Jacq. (1760).

## Especies
1. Echites agglutinatus Jacq. - Cuba, Hispaniola, Jamaica, Puerto Rico, Leeward Islands
2. Echites brevipedunculatus Lippold - Cuba
3. Echites cajalbanicus Lippold - Cuba
4. Echites candelarianus J.F.Morales - Costa Rica
5. Echites darienensis J.F.Morales - Panamá
6. Echites puntarenensis J.F.Morales - Guatemala, Honduras, El Salvador, Nicaragua, Costa Rica
7. Echites turbinatus Woodson - Chiapas, Costa Rica, Honduras, Panamá
8. Echites tuxtlensis Standl. - Chiapas, Yucatán Peninsula, Belice, Guatemala, El Salvador, Honduras
9. Echites umbellatus Jacq. - Tabasco, Yucatán Peninsula, Belice, Honduras, Cayman Islands, Cuba, Hispaniola, Jamaica, Leeward Islands, Bahamas, Florida, Turks & Caicos Islands, Colombian islands in the Western Caribbean
10. Echites woodsonianus Monach. - Michoacán, Guerrero, Chiapas, Guatemala, Honduras, Nicaragua, Costa Rica
11. Echites yucatanensis Millsp. ex Standl. - Belice, Guatemala, Nicaragua, Honduras, El Salvador, Jalisco, Guerrero, Tabasco, Yucatán Peninsula